# Лоран Косјелни
Лоран Косјелни (фр. Laurent Koscielny; рођен 10. септембра 1985) јесте професионални француски фудбалер који игра на позицији централног бека за Бордо. Косјелни је своју фудбалску каријеру започео у омладинским клубовима пре него што је прешао у Генган 2003. године, где је брзо напредовао кроз млађе категорије и следеће сезоне је остварио свој професионални деби.